# ゴースツ I-IV
『ゴースツ I-IV』（Ghosts I-IV）はアメリカ合衆国のインダストリアル・ロックバンド、ナイン・インチ・ネイルズ（以下NIN）の6枚目のスタジオ・アルバム。2008年3月2日にバンドのオフィシャルサイトで発表・発売された。ほぼ楽器のみで構成されたインストゥルメンタル作品である。

## 背景
2007年、NINのフロントマン、トレント・レズナー（以下レズナー）はインタースコープ・レコードとの契約が終わったこと、以降は自身がプロデュースしたソウル・ウィリアムズのアルバムのように、インディーズよりリリースすることを明らかにした。

## 録音、制作
本作の制作は「イヤー・ゼロ〜零原点…」発表に伴うツアー終了後に始まった。制作は、意図的に制約を設けるなど実験的な要素を持ちつつ進められた。「10週間以内に仕上げること」、「明確なテーマは持たないこと」、「考え過ぎないこと」、「勢いを大切にすること」といった制約が課された。レズナーによると、曲作りはある場所や風景、シチュエーションのイメージに対して、それを音やテクスチュア、メロディで表現する方法を探すというアプローチで進められた。
制作はレズナーと、これまで多くのNIN作品に関わってきたアッティカス・ロス、アラン・モウルダーが中心となり進められた。
また2005年以降、NINのライブでキーボードを担当するアレッサンドロ・コルティーニや、デヴィッド・ボウイやキング・クリムゾン等に携わったエイドリアン・ブリュー、ドレスデン・ドールズのブライアン・ヴィグリオーネが参加している。
コルティーニはいくつかのマテリアルを発展させるのに、2週間参加したのみであったが、最終的にギターやベース、ダルシマーやエレクトロニクス等で10曲にクレジットされている。ブリューも数曲、演奏で参加したのみであったが、レズナーが演奏を元に曲を発展させていった結果、2曲で作曲者としてクレジットされることになった。ヴィグリオーネはレズナーから「発想やアイデアを思いつくまま楽しんで、クリエイティブになってほしい」とアドバイスを受け、ドラムセットにゴミ箱やウォーター・ジョグ、クッキートレイを括りつけてプレイした。
当初はEPとしてのリリースが考えられていたが、インプロヴィゼーションと試行錯誤を繰り返していった結果、膨大な量のマテリアルが完成し、アルバムとして仕上げられることになった。

## 音楽性
レズナーは本作を「イメージされた場所やシナリオをサウンドと曲の構成で出来る限り視覚的に表した『白昼夢のサウンドトラック』」と表現している。
数曲でサンプリングされたヴォーカルが使用されているのを除き、本作はインストゥルメンタルの作品である。
ピアノやギター、ベース、シンセサイザーの他、様々な楽器が使用されている。
マリンバやトロンボーン、バンジョーやダルシマー、シロフォン等も使われており、それらは、サンプリングされた上でディストーションをかけて使用されている。
また上述の通り、ゴミ箱やウォーター・ジョグ、クッキートレイも使われている。
オンラインマガジンPopMattersはレビューにおいて、ブライアン・イーノやロバート・フリップを引き合いに出し、本作を「ダーク・アンビエント」にカテゴライズされるとした上で、「不穏な空気も含めた、様々な空気感を表現した、ある種の調性絵画のような作品」と評した。ナショナル・パブリック・ラジオは、エリック・サティのピアノ曲やイーノの作品と比較し、ローリング・ストーンは本作のサウンドはイーノのAnother Green World (1975年)の暗いサウンドのようであり、正確なリズムはMy Life in the Bush of Ghosts (1981年)のコラージュのようだと評した。ロバート・クリストガウも本作をイーノの作品と比較した上で、「心の壁紙」（"mental wallpaper"）のようであると評した。

## リリース、マーケティング
本作は2008年3月2日にNINのオフィシャルサイト上で発表された。事前告知は、発表2週間前にサイト上に"2 weeks!"と投稿されたのみであった。
ダウンロード版の他、CDやLPレコードでも販売された。CDとLPレコードは4月8日、デラックス・エディションとウルトラ・デラックス・エディションは5月1日に、レズナーが立ち上げたレーベ
ル The Null Corporationより販売された。いずれもRED Distributionを通して販売された。

### ダウンロード版
無料版と有料版が提供されている。無料版は9曲入りで、オフィシャルサイトあるいはパイレート・ベイを通してBitTorrentで入手することができる。
有料版は全36曲入りで、オフィシャルサイトにおいて、5ドルで販売された。この有料版は発表から1週間で750,000回以上ダウンロードされた

### CD版
2枚組。16ページのブックレットが付き、10ドルで販売された。事前予約すると、予約と同時にダウンロード版を入手することができた。

### デラックス・エディション
CDに加え、マルチトラックファイルが収録されたDVDやHD規格の音源と楽曲に付随するイメージスライド、48ページのハードカバーが付く。CDと同じく事前予約すると、予約と同時にダウンロード版を入手することができた。

### ウルトラ・デラックス・エディション
デラックス・エディションの内容に加え、ジークレープリントがほどこされた布製スリップケースに入れられた180g仕様の4枚組みLPレコード、そしてトレント・レズナーのサインが入っている。2,500枚の限定発売で、シリアルナンバーが入っている。

### LPレコード版
130g仕様のLPレコードも39ドルで販売された。
ダウンロード版のリリースに際しては、おおよそ2万ドルを掛けてオフィシャルサイトを改修したにもかかわらず、発表時の大量のトラフィック等に耐えられず、サイトはクラッシュした。
本作は、クリエイティブ・コモンズ・ライセンスが付けられており、販売目的でなければ、だれでもリミックス・編集・公開が可能である。

### フィルム・フェスティバル
リリースして2週間ほど経ってから、レズナーはNINのYouTubeチャンネルを通して、ファンが本作を元に作成した映像によるフィルム・フェスティバルを開催することを発表した。フィルム・フェスティバルには2000以上の動画がアップロードされ、2008年3月に発足したフェスティバル・グループには13,000人以上が参加した。

## アートワーク、パッケージ
「ウィズ・ティース」、「イヤー・ゼロ〜零原点…」でアートディレクターを務めたロブ・シェリダンが本作でも アーティスト・イン・レジデンスと共同して、アートディレクターを務めた。
いずれの販売形態にも、曲ごとに対応した36枚の写真を含んだ40ページのPDFが付いている。36枚以外はバージョンによって異なる、あるいは追加のアートワークが入っている。また曲に使われている写真にはID3によるタグが付けられている。

## 評価
Metacriticによると、12のサイトでの本作のレビュー平均は69/100であり、批評面では概ね好意的に評価された。
本作で試みられたリリースの方法は、レディオヘッドがイン・レインボウズで、そしてレズナー自身がプロデュースを務めたソウル・ウィリアムズのThe Inevitable Rise and Liberation of NiggyTardust!で取られた、購入者に金額を決めさせる方法と比較され、ワイアードやウォール・ストリート・ジャーナルの記者もその手法に言及するなど、メディア的にも注目を集めた。

## 受賞
グラミー賞では最優秀ロック・インストゥルメンタル・パフォーマンス賞に"34 Ghosts IV"、最優秀ボックスまたはスペシャル・リミテッド・エディション・パッケージ賞にウルトラ・デラックス・エディションがそれぞれノミネートされた。
クリエイティブ・コモンズ・ライセンスのついた作品としては、初めてのグラミー賞ノミネートとなった。
同年に発表した次作ザ・スリップでも、ダウンロード版を無料で提供し、CDやLPレコードでも発売するという方法を取ったことが音楽の流通形態
へのチャレンジと評価され、2009年のウェビー賞では、レズナーを"Webby Artist of the Year Award"に選出した。
ローリング・ストーンは、レズナーを「ポストCD時代におけるもっともクリエイティブなアーティスト」として、「アメリカを変える100人」の46位に選出した。

## 収録曲
曲中の注記を除き、全曲、作詞・作曲は、トレント・レズナーとアッティカス・ロス。

### Disc 1

#### Ghosts I
1. 1 Ghosts I - 2:49
2. 2 Ghosts I - 3:16
3. 3 Ghosts I - 3:51
4. 4 Ghosts I（アレッサンドロ・コルティーニ、レズナー、ロス） - 2:13
5. 5 Ghosts I - 2:52
6. 6 Ghosts I - 4:19
7. 7 Ghosts I - 2:01
8. 8 Ghosts I - 2:56
9. 9 Ghosts I - 2:47

#### Ghosts II
1. 10 Ghosts II - 2:42
2. 11 Ghosts II（コルティーニ、レズナー、ロス） - 2:17
3. 12 Ghosts II - 2:17
4. 13 Ghosts II - 3:14
5. 14 Ghosts II - 3:06
6. 15 Ghosts II - 1:53
7. 16 Ghosts II - 2:30
8. 17 Ghosts II（コルティーニ、レズナー、ロス） - 2:13
9. 18 Ghosts II - 5:23

### Disc 2

#### Ghosts III
1. 19 Ghosts III（コルティーニ、レズナー、ロス、ブライアン・ヴィグリオーネ） - 2:12
2. 20 Ghosts III - 3:39
3. 21 Ghosts III - 2:54
4. 22 Ghosts III（コルティーニ、レズナー、ロス、ヴィグリオーネ） - 2:31
5. 23 Ghosts III - 2:44
6. 24 Ghosts III - 2:39
7. 25 Ghosts III（エイドリアン・ブリュー、レズナー、ロス） - 1:59
8. 26 Ghosts III - 2:26
9. 27 Ghosts III（ブリュー、レズナー、ロス） - 2:52

#### Ghosts IV
1. 28 Ghosts IV - 5:22
2. 29 Ghosts IV（コルティーニ、レズナー、ロス） - 2:55
3. 30 Ghosts IV - 2:59
4. 31 Ghosts IV - 2:26
5. 32 Ghosts IV - 4:26
6. 33 Ghosts IV（コルティーニ、レズナー、ロス） - 4:03
7. 34 Ghosts IV - 5:54
8. 35 Ghosts IV - 3:30
9. 36 Ghosts IV - 2:19

### ボーナストラック
デラックス・エディションとウルトラ・デラックス・エディションには2曲のボーナストラックがマルチトラックファイルとしてDVDに収録されている。
1. 37 Ghosts
2. 38 Ghosts